# Akari Hayami
Akari Hayami (早見 あかり Hayami Akari?, nascută 17 martie 1995 în Tokyo) este o actriță, model și un fost idol japonez. Ea este cunoscută ca un fost membru și colider din Momoiro Clover. Culoarea ei în trupă a fost albastru.

## Apariții

### Filme
- Shirome (2010)
- Fly! Kobato (飛べ！コバト Tobe! Kobato?)Kobato (飛べ！コバト, Tobe! Kobato?) (short, 2010)
- The Citizen Police 69 (市民ポリス69?) (市民ポリス69?) (2011) — main heroine[3][4][5][6][7][8]
- Cheerfu11y (2011)[9]
- Ninifuni (NINIFUNI?) (NINIFUNI?) (short, 4 februarie 2012)
- My Pretend Girlfriend (2014) ca Momose[10]
- Forget Me Not (忘れないと誓ったぼくがいた) (2015) ca Oribe Azusa (main heroine)

### Seriale TV
- Here is Greenwood (2008, Tokyo Metropolitan Television)
- Urero Mikakunin Shōjo (ウレロ☆未確認少女? "Unidentified Fantastic Idol") (ウレロ☆未確認少女?, "Unidentified Fantastic Idol") (2011, TV Tokyo)[11][12]
- Sayonara, Kinoko (さよなら、キノコ? "Goodbye, Mushroom") (さよなら、キノコ?, "Goodbye, Mushroom") (2012, TV Asahi)[13]
- Urero Mikansei Shōjo (ウレロ☆未完成少女? "Unfinished Fantastic Idol") (ウレロ☆未完成少女?, "Unfinished Fantastic Idol") (2012, TV Tokyo)
- Nichōme no Hōmuzu (二丁目のホームズ? "Holmes of 2 Chome") (二丁目のホームズ?, "Holmes of 2 Chome") (2013, Fuji TV)[14]
- Saito San 2 (斉藤さん2?) (斉藤さん2?) (2013, Nippon Television Network)[15]
- Ramen Daisuki Koizumi-san (ラーメン大好き小泉さん?) (ラーメン大好き小泉さん?) (2015, Fuji TV)[16]
- Agein!! (アゲイン!!? "Again!!")! (アゲイン!!?, "Again!!") (2014, TBS)

### Reclame TV
- Tokyo Disney Sea Haru no Campus Day Passport (東京ディズニーシー「春のキャンパスデーパスポート」?) (2009)
- Cecile Cupop Fuyu Gō Catalog (セシール「Cupop 09冬号カタログ」?) (セシール「Cupop 09冬号カタログ」?) (2009)
- Lion Clinica (LION「クリニカ」 Raion Kurinika?) (LION「クリニカ」, Raion Kurinika?) (2012)
- Sony PlayStation Vita Gravity Rush (ソニー・コンピュータエンタテインメント「GRAVITY DAZE」?) (ソニー・コンピュータエンタテインメント「GRAVITY DAZE」?) (2012)[17]

### Teatru
- Urero Mikōkai Shōjo (ウレロ☆未公開少女? "Unbroadcast Fantastic Idol") (ウレロ☆未公開少女?, "Unbroadcast Fantastic Idol") (2013)

### Videoclipuri
- Little by Little - "Pray" (2008)
- Bourbonz - "Autumn" (2008)
- Bourbonz - "Yukiguni" (2008)
- Bourbonz - "Kizuna" (2009)
- Hyadain - "Hyadain no Jōjō Yūjō" (2011)
- MiChi - "Tokyo Night" (2012)
- Page - "You Topia" (2012)[18]
- CNBlue - "Blind Love" (2013)[19]
- A.F.R.O. - "black" (2013)